# Haptanthaceae
Haptanthaceae is een botanische naam, voor een familie van tweezaadlobbige planten. Een familie onder deze naam wordt zelden erkend door systemen voor plantentaxonomie, maar wel door de Angiosperm Phylogeny Website [15 juli 2009] en APG III (2009), alwaar ze in de orde Buxales geplaatst wordt.
Het gaat dan om een kleine familie van één altijdgroene boom in Midden-Amerika, die daarna nooit meer teruggevonden is.